# 弓弦イズル
弓弦 イズル（ゆみづる イズル、1982年（昭和57年）1月17日 - ）は、日本のシナリオライター・小説家。男性。既婚者。富山県出身、茨城県つくば市在住。

## 経歴
元々はアダルトゲーム会社のアリスソフトにて、「はちまん」名義でシナリオを担当していた。2007年には退社し、以降は外注スタッフとして製作に携わる。また、2009年にはMF文庫Jから『IS 〈インフィニット・ストラトス〉』で作家デビュー。

## 人物
最も影響を受けたクリエイターとしてあかほりさとる、赤松健、西尾維新の3人を挙げている。

## 作品一覧

### アダルトゲーム
- 妻みぐい2（アリスソフト、2003年、シナリオ、「はちまん」名義）
- 大番長 Big Bang Age（アリスソフト、2003年、シナリオ、「はちまん」名義）
- しまいま。（アリスソフト、2004年、シナリオ、「はちまん」名義）
- よくばりサボテン（アリスソフト、2006年、シナリオ、「はちまん」名義）
- だぶる先生らいふっ（アリスソフト、2007年、シナリオ、企画・設定原案、「はちまん」名義）
- ももいろガーディアン（アリスソフト、2009年、企画・設定原案、「弓弦」名義）

### 小説
- IS 〈インフィニット・ストラトス〉（MF文庫J（全7巻、2009年 - 2011年、イラスト：okiura）→オーバーラップ文庫（既刊12巻[注 1]、2013年 - 、イラスト：CHOCO））
- だぶる先生らいふっ アフター・エピソード（PARADIGM NOVELS 全1巻、2008年、イラスト：トモセシュンサク、「はちまん」名義）
- 放課後バトルフィールド（講談社ラノベ文庫 既刊1巻、2012年、イラスト：美和美和）

### 原作担当など
- らのべのへん!（連載漫画作品・作画：山木鈴、月刊コミックアライブ 2010年10月号 - 2011年8月号）